# Die geheimen Aufzeichnungen des Don Rigoberto
Die geheimen Aufzeichnungen des Don Rigoberto (span. Los cuadernos de don Rigoberto) ist ein satirisch-erotischer Roman des peruanischen Literatur-Nobelpreisträgers Mario Vargas Llosa aus dem Jahr 1997. Der Text ist die Fortsetzung des 1988 erschienenen kleinen Romans „Lob der Stiefmutter“.

## Inhalt
Hatte der Schüler Alfonso in „Lob der Stiefmutter“ seinen leiblichen Vater Don Rigoberto und dessen zweite Gattin Doña Lukrezia mit List und Tücke erfolgreich entzweit, so bringt der Junge im vorliegenden Roman das immer noch ineinander verliebte Paar mit Hilfe anonymer Briefe wieder zusammen.
Nachdem Don Rigoberto seine Angebetete aus dem Hause gejagt hatte, war es mit seinen geheimen Aufzeichnungen zügig vorwärtsgegangen. Diese schriftlich fixierten Phantasien, dem Leser als Wahrheiten vorgespiegelt, kreisen ausschließlich um die abwesende Doña als Lustobjekt. Manche „Wahrheit“ muss der Leser bezweifeln. Wenn zum Beispiel Don Rigoberto seine Frau zur berühmten Akademikerin – eine Jura-Professorin aus Virginia – hochstilisiert, so kann das schwerlich sein. Es bleibt aber ein lesenswertes Spiel, denn dass Doña Lukrezia einen Juristen-Kollegen verführt, kann dagegen wohl sein. Aber am Romanende wird dem Leser reiner Wein eingeschenkt. Über 400 Seiten hinweg ist er angelogen worden. 
Don Rigoberto, ein Mann mit Geld aus guter Familie, der sich weder für ein Genie noch für einen Künstler hält, braucht solche Lügenmärchen als Ausgleich für seinen ermüdenden Arbeitsalltag als „Bürokrat“. Denn jene bessere Wirklichkeit, wie dieser Geschäftsführer der Versicherungsgesellschaft „La Perricholi“ (die Straßensängerin) seine haarsträubenden Erfindungen nennt, bringt ihm Lustgewinn und glückliche Stunden.
Unmittelbar nach ihrer oben genannten Versöhnung fallen die Eltern aus allen Wolken. Don Rigoberto, der den Sohn – dienstlich bedingt – des Öfteren allein zu Hause lassen musste, fragt sich, woher weiß Lukrezia so viele Details über Egon Schiele?  Der österreichische Maler ist das Idol Alfonsos, seit dieser in Lima, dem Ort der Handlung, eine Malakademie besucht. Lukrezia muss Don Rigoberto gestehen, der kleine Alfonso habe in dem vergangenen halben Jahr ab und zu die Akademie geschwänzt und sie in ihrer neuen Wohnung umworben. Lukrezia bittet Don Rigoberto, den Jungen unbedingt auf eine Schule ins Ausland zu schicken – möglichst weit weg. Ansonsten würde sie den Werbungen des schönen Knaben wieder erliegen (siehe „Lob der Stiefmutter“). Zwar habe der Junge noch nicht wieder mit ihr geschlafen, doch dass er wieder mit ihr schliefe, das sei ihres Erachtens nur eine Frage der Zeit. Don Rigoberto sieht sich außerstande. Den Jungen weggeben – das kommt nicht in Frage. Der Vater meint, die „glückliche Familie“ müsse zusammenbleiben. Dabei weiß es das Familienoberhaupt genau – sein intriganter, intelligenter Sohn hat es faustdick hinter den Ohren. Sämtliche 20 anonymen Briefe hat Alfonso geschrieben. Jeder der beiden Empfänger seiner jeweils zehn Briefe war der festen Meinung, der entfernt lebende Ehepartner sei der Schreiber beziehungsweise die Schreiberin gewesen. Alfonso hatte die Schrift des Vaters nachgeahmt und Passagen aus dessen geheimen Aufzeichnungen kopiert. Bei den Briefen der Stiefmutter musste sich Alfonso nicht verstellen. Lukrezia, alles andere als eine rechtsgelehrte Professorin aus den USA, hatte ihrem Manne bis dato noch keinen einzigen Brief geschrieben.

## Zitat
- „Eile macht uns dem Tier gleich.“[4]

## Form
Der satirisch angehauchte Roman besteht aus neun benannten Kapiteln und einem Epilog. Eine kleine Posse Vargas Llosas kann nicht übersehen werden: Breiten Raum nimmt in dem Buch – also insbesondere in Don Rigobertos Niederschriften – die ridiküle Aufzählung der Großen dieser Welt ein. Neben Egon Schiele werden zum Beispiel erwähnt beziehungsweise in selteneren Fällen besprochen: Gustav Klimt, Arthur Roessler, Balthus, Midas Dekkers, Félix Vallotton, Pergolesi, Nostradamus, Brigitte Bardot, Garcilaso, van Gogh, Gustave Courbet, Goya, Felix Albrecht Harta, Anne Fausto-Sterling, John Money, Robert Redford, Wilhelm Reich, Mahler, Schönberg, Freud, Nero, Haydn, Shakespeare, Pérez Prado, Jorge Luis Borges, André Breton, Valéry, Nat King Cole, Frank Sinatra, Kiki de Montparnasse, Jonas Drentwett, Degas, Cyril Connolly, Francisco Pérez de Antón, der heilige Augustin, Kardinal Newman, Juan de la Cruz, Jean Guitton, Roger Vailland, Kardinal de Bernis, Giacomo Casanova, Marquis de Sade, Ayn Rand, Franz von Sales, Jonathan Swift, Havelock Ellis, Admiral Nelson, Papst Innozenz XI., Vallejo, Neruda, Seiji Osawa, Morarji Desai, Tarquinius Superbus, Johan Huizinga, Patricia Highsmith, Alfred Hitchcock, Botticelli, Emil Nolde, Tizian, Keats, Andy Warhol, Frida Kahlo, Mercedes Sosa, Oliver Stone, Assurbanipal, Nebukadnezar, Napoleon, Odysseus und Toulouse-Lautrec.

### Verwendete Ausgabe
- Die geheimen Aufzeichnungen des Don Rigoberto. Roman. Aus dem Spanischen von  Elke Wehr. Suhrkamp, Frankfurt am Main 1997 (st 3005, 1. Aufl. 1999), ISBN 3-518-39505-X